# Ordhendra Gangoly
Ordhendra Coomar Gangoly (1881-1974) foi um escritor, historiador e crítico de arte da Índia, conhecido por sua defesa das tradições locais contra a penetração da influência ocidental. Entre suas publicações estão:
- South Indian Bronzes, A Historical Survey of South Indian Sculpture with Iconographical Notes Based on Original Sources (com J.G. Woodroffe), 1915
- Kshitindranath Mazumdar, etc (Modern Indian Artists), 1923
- The art of Java, 1928
- Ragas and Raginis: A Pictorial and Iconographic Study of Indian Musical Modes Based on Original Sources, 1935
- Studies on Indian art, 1953
- Indian architecture, 1954
- The art of the Pallavas, 1957
- Indian Art and Heritage, 1957
- Indian terracotta art, 1959
- Critical catalogue of miniature paintings in the Baroda Museum, 1961
- Landscape in Indian literature and art, 1963
- The antiquity of the Buddha-image: The cult of the Buddha, 1965
- Andhra sculptures, 1973